# فريدريك لوي (لاعب كريكت)
فريدريك لوي (بالإنجليزية: Frederick Lowe)‏ (7 سبتمبر 1827 في المملكة المتحدة - 15 أكتوبر 1887 في أستراليا) هو لاعب كريكت أسترالي. لعب مع فريق فكتوريا للكريكت.

## وصلات خارجية
- فريدريك لوي على موقع إي آس بي آن كريك إنفو (الإنجليزية)